# Rainer Haselbeck
Rainer Haselbeck (* 21. April 1970 in Vilsbiburg) ist ein deutscher Verwaltungsjurist und Regierungspräsident von Niederbayern.

## Leben
Rainer Haselbeck legte am Hans-Carossa-Gymnasium in Landshut das Abitur ab und leistete anschließend Wehrdienst. Von 1990 bis 1994 studierte er Rechtswissenschaften an der Universität Regensburg. Von 1994 bis 1997 war er als Rechtsreferendar am Oberlandesgericht München und an der Regierung von Niederbayern tätig; im Mai 1997 legte er die Zweite Juristische Staatsprüfung ab.
1997 wurde er Richter am Amtsgericht Hof, 1999 wechselte er als Staatsanwalt zur Staatsanwaltschaft Landshut und 2000 war er zunächst als wissenschaftlicher Mitarbeiter im Landtag von Nordrhein-Westfalen tätig. Im Juli 2000 nahm er eine Tätigkeit als Justitiar der CSU auf.
Von 2003 bis 2016 war er als Beamter der Bayerischen Staatskanzlei in verschiedenen Funktionen tätig: Referent in der Abteilung Presse- und Öffentlichkeitsarbeit, ab Mai 2005 Pressesprecher und Leiter der Pressestelle und ab 2007 Büroleiter des ehemaligen Ministerpräsidenten Edmund Stoiber (Bürokratieabbau in der Europäischen Union).
Von Februar bis November 2016 war er im Rang eines Ministerialdirigenten der Leiter der Abteilung Wohnungswesen und Städtebauförderung im Bayerischen Staatsministerium des Innern, für Bau und Verkehr. Seit Dezember 2016 ist er Regierungspräsident von Niederbayern.
Haselbeck ist verheiratet und hat drei Kinder.

## Ehrungen
2019 wurde Haselbeck zum Ehrensenator der Hochschule für angewandte Wissenschaften Landshut ernannt.